# Tischtennis (Special Olympics)

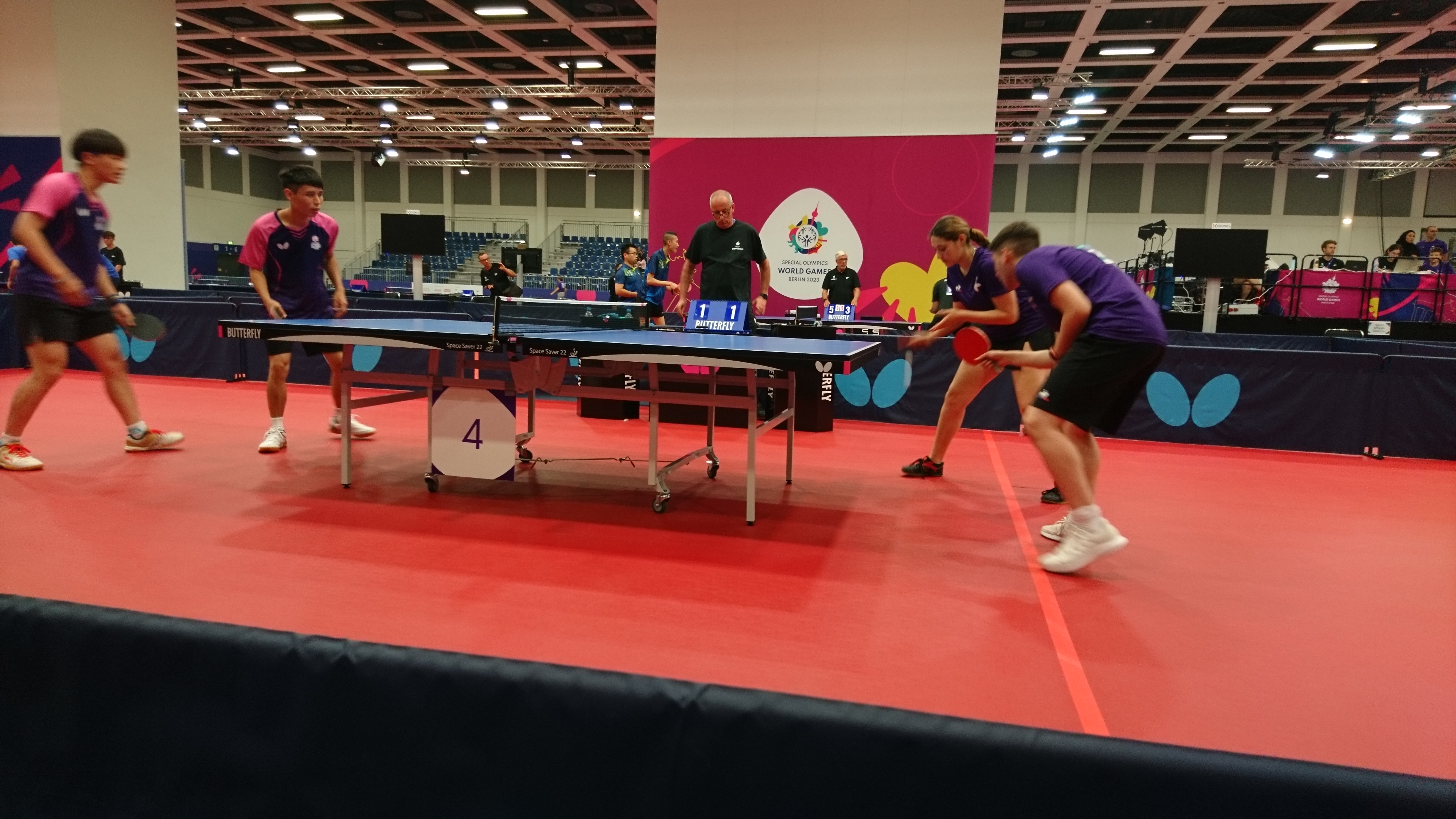
2023 Special Olympics World Summer Games gemischtes Tischtennisdoppel Special Olympics Macau und Special Olympics Malta.jpg

Tischtennis (Special Olympics) ist eine Sportart, die auf den Regeln von Tischtennis beruht und in Wettbewerben und Trainingseinheiten der Organisation Special Olympics weltweit für geistig und mehrfach beeinträchtigte Menschen angeboten wird. Tischtennis wird seit 1987 bei Special Olympics World Games angeboten.

## Allgemeines

Maße eines Tischtennistisches

Tischtennis ist ein schneller Sport, der eine hohe Koordination von Auge und Hand erfordert. Ziel ist es, den Ball mit dem Tischtennisschläger auf die andere Seite des Netzes zu befördern.

## Regeln
Es werden die Regeln der International Table Tennis Federation (ITTF), des International Paralympic Table Tennis Committee (IPTTC) oder die des Deutschen Tischtennis-Bundes angewendet, soweit sie nicht im Widerspruch zu den offiziellen Special Olympics Sportregeln für Tischtennis oder zu Artikel 1 der Sportregeln stehen. So können Special Olympics Wettbewerbe nach weltweit gültigen allgemeinen Standards abgehalten werden.

## Besonderheiten bei Special Olympics
Es gibt individuelle Geschicklichkeitswettbewerbe für das Trainieren der Grundfertigkeiten wie das Abprallen des Balls mit dem Schläger, der Volley und die Rückhand.
Vor den eigentlichen Wettbewerben finden Klassifizierungsrunden statt, damit die Athleten in möglichst leistungshomogene Gruppen eingeteilt werden können. In der Regel kommen Athletinnen und Athleten gemeinsam mit den stehenden Teilnehmenden in die ermittelte Leistungsklasse, da die geringe Anzahl der Teilnehmenden im Rollstuhl meist keinen separaten Wettbewerb erlaubt.
Wer einen Rollstuhl benötigt, darf die Platte mit der freien Hand berühren, ohne dadurch den Punkt zu verlieren.

## Wettkämpfe
Angeboten werden:
- Einzelgeschicklichkeitswettbewerbe
- Einzel
- Doppel
- Mixed Doppel
- Rollstuhlwettbewerbe
- Unified Sports Doppel
- Unified Sports Mixed Doppel

## Angebot bei Special Olympics World Games
Tischtennis ist seit 1987 bei Special Olympics World Games vertreten. 2011 beteiligten sich 151.695 Athletinnen und Athleten an Special Olympics Tischtenniswettkämpfen in 105 Ländern.
Zu den Special Olympics Sommerspielen 2023 wurden 207 Athleten und 40 Unified-Partner erwartet. Die Wettkämpfe wurden in der Halle 2.2 der Messe Berlin im Bezirk Charlottenburg ausgetragen.